# Пелиния (станция)
Пелиния, ж/д станция (рум. Pelinia, stație de cale ferată) — село и железнодорожная станция в Дрокиевском районе Молдавии. Наряду с селом Пелиния входит в состав коммуны Пелиния.

## География
Село расположено на высоте 155 метров над уровнем моря.

## Население
В переписи населения 2004 года данных о численности населения ж/д станции Пелиния не содержится.